# Aglaophamus sinensis
Aglaophamus sinensis är en ringmaskart som först beskrevs av Fauvel 1932.  Aglaophamus sinensis ingår i släktet Aglaophamus och familjen Nephtyidae. Inga underarter finns listade i Catalogue of Life.